# Spitsvlektijger
Spitsvlektijger (Nephrotoma quadristriata) is een tweevleugelige uit de familie langpootmuggen (Tipulidae). De soort komt voor in het Palearctisch gebied.

## Kenmerken
De spitsvlektijger heeft de volgende kenmerken:
- Kop met donkere vlekken langs de oogranden\
- Kopvlek vooraan smal en spits
- Donkere vlekje aan achterkant kop, schuin onderachter het oog, klein of afwezig
- 3e antennelid 1,5-2 keer zo lang als 4e
- Dwarsaders direct onder vleugelstigma zonder bruine zoom
- Vleugelstigma zelf meestal minder duidelijk, lichtbruin, zelden donkerbruin